# Miquel Torres i Bernades
Miquel Torres i Bernades (Sabadell, 24 de gener de 1946) és un nedador i waterpolista català. Ha sigut nedador olímpic en tres ocasions i president del Club Natació Sabadell (CNS). És germà del boxejador Ton Torres i marit de la també nedadora olímpica Maria Ballesté.

## Biografia
Va començar a nedar als 9 anys al Club Natació Sabadell, entitat del qual el van fer soci el 10 de juny de 1956. Practicava el ciclisme, la natació i el waterpolo però aviat es va especialitzar en crol, en 400 m i en 1.500 m individuals. Va participar en els Jocs Olímpics de Roma el 1960, en els Jocs Olímpics de Tòquio 1964 i en els Jocs Olímpics de Mèxic el 1968. També va ser medalla d'or dels Jocs del Mediterrani de 1963, millor esportista espanyol del 1962-1963 i un seguit de marques que el van convertir en l'esportista peninsular més conegut, al costat del tenista Manolo Santana.
El 1969-1970 va treballar al CNS i la temporada següent va anar a fer d'entrenador de la Unión Deportiva Canarias fins al 1974. Després es va traslladar a Madrid per fer de director tècnic esportiu de la selecció espanyola de natació. Va tornar a Catalunya i va fer de director esportiu del Club Natació Barcelona durant dos anys i del Club Natació Montjuïc dos anys més. El 1987 es va incorporar a l'equip que preparava els Jocs Olímpics de Barcelona, on va començar a fer tasques de gestió. Torres va ser membre del comitè olímpic del COOB 92 i director de la Fundació Barcelona Olímpica. El 17 de maig del 2011 va sortir elegit el president del Club Natació Sabadell, càrrec en el qual el 2016 va assumir la direcció de l'organització dels actes de celebració del centenari de l'entitat. Es va presentar a la reelecció, però el 26 de gener de 2017 va perdre el càrrec en favor de Claudi Martí.